# Brachythecium mieheanum
Brachythecium mieheanum är en bladmossart som beskrevs av Ryszard Ochyra 1990. Brachythecium mieheanum ingår i släktet gräsmossor, och familjen Brachytheciaceae. Inga underarter finns listade i Catalogue of Life.